# Olaf Stæhr-Nielsen
Olaf Christian Stæhr-Nielsen (25. september 1896 på Frederiksberg – 24. maj 1969 i København) var en dansk billedhugger, gift med Eva Stæhr-Nielsen.
Olaf Stæhr-Nielsen var elev på Einar Utzon-Franks første elevhold. Stæhr-Nielsen udførte mange dekorative arbejder til offentlige bygninger, biografer, udstillinger og forretningsejendomme, blandt andet i samarbejde arkitekter som Kaj Gottlob, S.C. Larsen, Tyge Hvass, Frits Schlegel og Aage Rafn. Han udførte relieffer i drevne i metalplader og keramik. Han fremstillede intarsiavægge og relieffer i træ. Flere af hans keramiske værker er skabt i samarbejde med stentøjsfabrikken Saxbo i København, hvor hans hustru virkede som formgiver.
Han er begravet på Vestre Kirkegård.

## Hæder
- 1923 Eibeschütz' Præmie
- 1925 Bronzemedalje, verdensudstillingen i Paris
- 1927 K.A. Larssens og Hustru L.M. Larssens født Thodbergs Legat
- 1927 Den Reiersenske Fond
- 1930 Det Hirschsprungske Legat
- 1935 Guldmedalje, verdensudstillingen i Bruxelles
- 1937 Diplôme d'honneur, verdensudstillingen i Paris
- 1939 Guldmedalje, verdensudstillingen i New York
- 1967 Ridder af Dannebrog

## Ekstern henvisning og kilde
- Olaf Stæhr-Nielsen på Kunstindeks Danmark/Weilbachs Kunstnerleksikon

1. ↑  O. Stæhr-Nielsens keramikrelief Videnskabernes Træ
2. ↑  Ved dåben uden bindestreg.